# Giorgio Antoniotto
Giorgio Antoniotto (Giorgio Antoniotto d'Adurni ; Milan, mai 1681 – Calais, 1776) est un théoricien italien, connu comme l'auteur d'un traité musical, L'arte armonica et comme compositeur de musique pour violoncelle.

## Biographie
Descendant de la branche milanaise de la noblesse génoise, la famille Adorno, Giorgio Antoniotto est né à Milan en mai 1681 de Bernardo Antoniotto et Maria Teresa Pavitte. Son baptême, signalé dans les registres de l'église de Santa Mattia alla Moneta, a lieu le 10 mai 1681.
Au cours de sa formation, Giorgio Antoniotto se révèle doué pour les arts, les langues, les mathématiques et la musique. Sympathisant espagnol contre les Autrichiens pendant la Guerre de la Succession d'Espagne (1701–1714), ses biens sont saisis et il est contraint de fuir l'Italie. Il rejoint l'armée espagnole, où il est engagé à plusieurs reprises dans les combats (seize fois), sans être jamais blessé. Après la fin de son engagement chez les espagnols, il enseigne les arts à Genève, fréquente les cours d'Europe, à Vienne, à Paris, à Madrid et à Lisbonne.
À Paris, il épouse une dame du nom de Percival, dont il a plusieurs enfants, morts en bas âge. Sa femme meurt également, le laissant veuf. Le nom de sa femme et les détails de la vie des enfants n'ont pas été retrouvés.

### Vie musicale
À Paris, vraisemblablement à la suite d'un duel, il subit une blessure d'épée à la main. En raison de cette blessure, il abandonne le violon à la faveur du violoncelle.
Giorgio Antoniotto est considéré comme celui qui a négocié pour Isabelle de Parme, Reine d'Espagne, l'engagement du célèbre castrat Farinelli (Carlo Maria Broschi). Ce dernier déménage de Londres en 1737 pour chanter pour le reste de sa carrière à la cour d'Espagne.
Antoniotto voyage fréquemment en Angleterre. C'est là qu'en 1760 il publie son livre, L'arte armonica, rédigé en italien, mais traduit et publié en anglais. La préface du livre est traduite par un antiquaire anglais, le pasteur Samuel Pegge.
Giorgio Antoniotto meurt à Calais en 1776, âgé de 95 ou 96 ans.

## Œuvres
- L’Arte armonica, or a treatise on the composition of musick 3 livres, 2 vols., réunis en un. (Londres, John Johnson, 1760) « L’Arte armonica » (partition libre de droits), sur l'IMSLP.
Dans L'Arte armonica, un traité de composition, Antoniotto propose un système de composition utilisant comme basse continue les premier et cinquième degrés de la tonalité de la pièce, qu'il nomme principal et guide. Sur cette basse continue, il écrit un contrepoint fondamental pour la progression harmonique et comme fondement de l'harmonie qui donne naissance aux structures d'accords et aux contours mélodiques de la musique.
- Sonata a violoncello e basso, manuscrit non publié, Durham Cathedral, MS E. 24(v), iv.6.
- Concerto por Violoncello Parte Principale con 4° Violini e due Alto Viole, Basso Continuo e Fondamento per Cimbalo, e Contra Basso. Durham Cathedral MS E.27.
- XII Sonate, le Prima Cinque a Violoncello e Basso, e le Altre Sette a due Viioloncelli Overo due Viole de Gamba (Amsterdam, Le Cène, no 569 sans date [1733][1]) — sous le nom d'« Antoniotti ».

## Discographie
- Sonates pour violoncelle et basse continue (nos 2 à 6, 10 et 11) -  Claire Lamquet, violoncelle ; Ensemble Hemiolia (2017, Paraty Productions)[2]

## Sources et bibliographie
- Livre de Baptême. Église de San Matthia della Moneta dans les archives de l'archidiocèse de Milan.
- Samuel Pegge, Anonymia, or Ten Centuries of Observations on Various Authors and Subjects, Londres, John Nichols and Son, 1809, p. 226–228 [lire en ligne].
- (it) Emilia Zanetti, « Giorgio Antoniotto, il suo trattato "L'Arte armonica" (London 1760) e l'Opera V di Corelli », dans Pierluigi Petrobelli, Gloria Staffieri (éds.), Studi corelliani IV : atti del quarto congresso internazionale, 1990,  (ISBN 88-222-3820-6), p. 381–404.